# InkML
InkML представлява XML базиран маркиращ език за описание на данни тип „мастило“ въведени чрез електронна писалка. Препоръчителната спецификация е публикувана от World Wide Web консорциума (W3С) през септември 2011 година.
Тя е част от инициативата на W3C за създаване на Комбиниран език за взаимодействие.

## Софтуер
InkML Toolkit (InkMLTk) е насочен към осигуряване на набор от инструменти за работа с InkML документи.
Toolkit-a включва следните библиотеки и инструменти,
- InkML библиотеки за обработка, реализиращи спецификацията на W3C InkML
- Библиотеки и инструменти за преобразуване  (от и към други формати за дигитално мастило и изображения)
- Визуализатори за InkML като добавки за браузъра
- InkML приложения, като например графичен редактор.

Този проект ще бъде публикуван на сайта на sourceforge за софтуер с отворен код като принос от HP Лабс, Индия.

## Вижте о
- Сериализиращ формат за мастило
- Таблет